# Chloropoea ruwenzorica
Chloropoea ruwenzorica är en fjärilsart som beskrevs av Karl Grünberg 1912. Chloropoea ruwenzorica ingår i släktet Chloropoea och familjen praktfjärilar. Inga underarter finns listade i Catalogue of Life.